# Ariën van Weesenbeek
Ariën Van Weesenbeek est un musicien néerlandais né le 17 mai 1980. Il est batteur au sein du groupe de metal symphonique Epica, du groupe de death metal symphonique MaYaN et du groupe de death metal mélodique HDK .
Van Weesenbeek a commencé à taper les tables avec des cuillères et des fourchettes à l’âge de 3 ans, avant de découvrir le kit de batterie de son père. Inspiré par des groupes comme Cream, il a ensuite pris des cours de batterie. Il rejoint une fanfare et, à l'âge de 15 ans, groupe Pandaemonium. Il a ensuite rejoint d'autres groupes tels que Downslide & Conspiracy. Il a étudié au Conservatoire de Rotterdam où il a rencontré Isaac Delahaye.
Van Weesenbeek rejoint God Dethroned en 2003. En 2007, il enregistre les parties de batterie pour Epica sur l’album The Divine Conspiracy. Le 3 décembre 2007, il devient membre à temps plein d'Epica.

## Discographie

### Pandaemonium
- Misanthropic (demo – 1997)
- Beyond the Powers of Death (mini-cd – 1998)
- Suffering is Essential (mini-cd – 2001)

### Downslide
- demo '97
- Losing Ground (demo – 1998)

### Conspiracy
- Illusions (mini-cd 2000)

### Edgecrusher
- Impressions of Mankind (mini-cd – 2002)

### Imperia
- The Lotus Eaters (song for tribute to Dead Can Dance – 2004)
- The Ancient Dance of Quetesh (2004)

### God Dethroned
- Into the Lungs of Hell (2003)
- The Lair of the White Worm (2004)
- The Toxic Touch (2006)

### Down Till Dawn
- promo cd (2004)

### Delain
- Lucidity (2006)

### Epica
- The Divine conspiracy (2007)
- The Classical conspiracy (live – 2009)
- Design Your Universe (2009)
- Requiem for the Indifferent (2012)
- Forevermore (single – 2012)
- The Quantum Enigma (2014)
- The Holographic Principle (2016)
- Omega (2021)
- Aspiral (2025)

### HDK
- System Overload (2008)

### Mayan
- Quarterpast (2011)
- Antagonise (2014)
- Dhyana (2018)